# Niños (canción)
|discográfica = Producciones Kris 
|escritor = Humberto Monroy  
|productor = Humberto Monroy, Roberto Fiorilli, Rodrigo García
|canción anterior = Historia de un loto que florece en otño
|canción posterior = No como antes
|número anterior = 6  
|número = 7 
|número posterior = 8 
|miscelánea = 
|versiones =
}}
Niños Pista número 7 del álbum En el maravilloso mundo de Ingesón, último LP perteneciente a la banda Bogotána The Speakers. Es una canción compuesta por el bajista Humberto Monroy y grabada en los "Estudios Ingeson" de Manuel Drezner en 1968.